# Love You To
«Love You To» es una canción de The Beatles del álbum Revolver. La canción fue cantada y escrita por George Harrison y dispone de instrumentos tan exóticos como una tabla, un par de tambores indios tocados a mano, así como un sitar y un tambura que proporciona los característicos zumbidos.  
"Love You To" fue la primera canción de The Beatles que intentó seriamente incorporar la música clásica de la India y ha sido aclamada por ser la primera canción occidental en emular la forma no-occidental en la estructura y la instrumentación, siguiendo la introducción de la sitar india que Harrison previamente había incorporado en Norwegian Wood (This Bird Has Flown), del disco anterior Rubber Soul.
El título de la canción sería originalmente "Granny Smith".

## Antecedentes
"Love You To", fue la segunda canción de The Beatles en intentar incorporar la música clásica india. Harrison estaba aprendiendo a tocar el sitar con el Ravi Shankar, quien lo animó a aprender más sobre la música india y la religión oriental. Posteriormente compondría dos canciones más de este estilo: Within You Without You y The Inner Light.
"Love You To" es considerada la primera canción de pop rock en emular una forma no occidental, en este caso la música india, en la estructura e instrumentación.
Una breve parte de la canción fue incluida en la película de animación Yellow Submarine, cuando el personaje de Harrison aparece por primera vez.

## Personal
- George Harrison - sitar hindú, guitarra acústica (Gibson J-160e), voz principal.
- Ringo Starr - pandereta.
- Paul McCartney armonía vocal, bajo (Rickenbacker 4001s).[1]
- Anil Bhagwat- tabla.